# Norman H. Giles
Norman Henry Giles (* 6. August 1915 in Atlanta, Georgia; † 16. Oktober 2006 in Manchester, New Hampshire) war ein US-amerikanischer Genetiker.
Giles ist vor allem für seine Arbeiten zur Rekombination der DNA und zur Genregulation bekannt. Er gilt als Pionier der Erforschung der Strahlenwirkung auf Zellen (radiation cytology) und der Genetik der Pilze.

## Leben
Norman Giles interessierte sich als junger Mann vor allem für Ornithologie. Er erwarb 1937 an der Emory University einen Bachelor in Biologie und bei Karl Sax an der Harvard University einen Ph.D. in Genetik. Als Postdoktorand blieb er zunächst in Harvard.
An der Yale University gehörte Giles von 1941 an 31 Jahre lang zum Lehrkörper, unterbrochen von einem Forschungsaufenthalt am Oak Ridge National Laboratory von 1947 bis 1950. Zuletzt war er in Yale Eugene Higgins Professor of Genetics. Giles wechselte 1972 an die University of Georgia, wohin er fünf Kollegen aus Yale mitnahm und eine angesehene Abteilung für Genetik aufbaute. Hier war er zuletzt Fuller Callaway Professor Emeritus of genetics. 1986 ging er in den Ruhestand. Ihm und seiner Frau zu Ehren wurde die Norman and Doris Giles Professorship in Genetics gestiftet; erster Inhaber war Jeffry L. Bennetzen.
Giles hat laut Datenbank Scopus einen h-Index von 23 (Stand August 2020). Zu seinen Schülern gehörten unter anderen Gerald R. Fink und der spätere Ministerpräsident von Nordjemen, Abdul Karim al-Iryani.
Norman Henry Giles war seit 1939 mit Dorothy Evelyn Lunsford († 1967) verheiratet. Das Paar adoptierte zwei Kinder. In zweiter Ehe war er seit 1969 mit Doris Vos Weaver († 2004) verheiratet, die zwei Töchter mit in die Ehe brachte.

## Auszeichnungen (Auswahl)
- 1946 Fellow der American Association for the Advancement of Science
- 1959 Guggenheim-Stipendium[2] (Universität Kopenhagen bei Morgens Westergaard)
- 1960 Mitglied der American Academy of Arts and Sciences[3]
- 1965 Guggenheim-Stipendium[2] (Australian National University bei David Catcheside)
- 1966 Mitglied der National Academy of Sciences[4]
- 1970 Präsident der Genetics Society of America[5]
- 1977 Präsident der American Society of Naturalists[6]
- 1980 Ehrendoktorat der Emory University
- 1982 Mitglied der Königlich Dänischen Akademie der Wissenschaften[7]
- 1988 Thomas Hunt Morgan Medal[8] der Genetics Society of America